# Real Federación Española de Voleibol
La Real Federación Española de Voleibol (RFEVB), es la entidad encargada de organizar el voleibol y el vóley playa en España, integrando a las federaciones autonómicas, clubes deportivos, deportistas, árbitros y entrenadores.
La RFEVB es la entidad deportiva que ostenta la representación de España en las actividades y competiciones oficiales de voleibol de carácter internacional celebradas dentro y fuera del territorio español como miembro de la Federación Internacional de Voleibol (FIVB) y  la Confederación Europea de Voleibol (CEV) a la que representa en España con carácter exclusivo. Es asimismo competencia de la RFEVB, la dirección de las selecciones nacionales de voleibol y vóley playa en categoría absoluta y categorías inferiores.

## Presidentes
En los más de 50 años desde la fundación de la Federación de Balonvolea/Voleibol, los máximos rectores que aportaron sus esfuerzos en la consecución de los mejores logros para el deporte. En total han sido 9 presidentes.
| Presidente                                                                          | Período                                                           | Nota(s)                                                                                                  |
| Sección de balonvolea de la Real Federación Española de Balonmano                   | Sección de balonvolea de la Real Federación Española de Balonmano | Sección de balonvolea de la Real Federación Española de Balonmano                                        |
| ----------------------------------------------------------------------------------- | ----------------------------------------------------------------- | --- |
| El cargo quedó vacante debido a la falta de atención en la época de 1948-1950.      |                                                                   | |
| Vicepresidentes de la sección de balonvolea de la Federación Española de Baloncesto |                                                                   | |
| Benito Pérez Arjona                                                                 | 1950-1956                                                         | Primer dirigente específico para el voleibol español.                                                    |
| Vicepresidentes de la sección de balonvolea de la Federación Española de Rugby      |                                                                   | |
| Benito Pérez Arjona                                                                 | 1956-1959                                                         | La sección pasa a ser parte de la Federación Española de Rugby.                                          |
| Presidentes de la Real Federación Española de Voleibol                              |                                                                   | |
| Benito Pérez Arjona                                                                 | 1960-1968                                                         | Primera vez que el voleibol cuenta con federación propia y primer presidente en la historia de la RFEVB. |
| Arturo Cortés Gagneaux                                                              | 1968-1972                                                         | |
| Emilio Guill Rubio                                                                  | 1972-1976                                                         | |
| Alverto Portell Barat                                                               | 1976-1984                                                         | |
| Feliciano Mayoral Barba                                                             | 1984-1986                                                         | |
| Antonio López Bonillo                                                               | 1986-1988                                                         | |
| Miguel Ángel Quintana                                                               | 1988-2000                                                         | |
| Agustín Martín Santos                                                               | 2000-2024                                                         | La Selección masculina campeona de Europa en 2007.                                                       |
| Felipe Pascual Bernáldez                                                            | 2024-Act                                                          | |

## Federaciones territoriales
La RFEVB está integrada por 19 Federaciones regionales o territoriales, que se encargan de la organización de todo el voleibol no profesional (a excepción de la Segunda B y de la segunda fase de Tercera) en las distintas comunidades autónomas de España.
- Andalucía: Federación Andaluza de Voleibol (FAV)
- Aragón: Federación Aragonesa de Voleibol (FAVB)
- Principado de Asturias: Federación de Voleibol del Principado de Asturias (FVbPA)
- Canarias: Federación Canaria de Voleibol (FCVB)
- Cantabria: Federación Cántabra de Voleibol (FC)
- Castilla y León: Federación de Voleibol de Castilla y León (FVCL)
- Castilla-La Mancha: Federación de Voleibol de Castilla-La Mancha (FVCM)
- Cataluña: Federació Catalana de Voleibol (FCVb)
- Ceuta: Federación Ceutí de Voleibol (FCVB)
- Comunidad Valenciana: Federación de Voleibol de la Comunidad Valenciana (FVBCV)
- Comunidad de Madrid: Federación de Madrid de Voleibol (FMV)
- Extremadura: Federación Extremeña Voleibol (FEXVB)
- Galicia: Federación Galega de Voleibol (FGVB)
- Islas Baleares: Federación de Voleibol de las Islas Baleares (FVBIB)
- La Rioja: Federación Riojana de Voleibol (FRVb)
- Melilla: Federación Melillense de Voleibol (FMLVB)
- Región de Murcia: Federación de Voleibol de la Región de Murcia (FVBRM)
- Navarra: Federación Navarra de Voleibol (FNV)
- País Vasco: Federación Vasca de Voleibol (FVVB)

## Competiciones

### Voleibol
Este organismo federativo, es el encargado de organizar las principales competiciones de voleibol entre clubes españoles:
- Categoría masculina:
  - Superliga
  - Superliga 2
  - Copa de S.M. El Rey
  - Supercopa
  - Copa Príncipe
  - Primera Nacional masculina (Grupos A, B y C)

- Categoría femenina:
  - Superliga
  - Superliga 2
  - Copa de S.M. La Reina
  - Supercopa
  - Copa Princesa
  - Primera Nacional femenina (Grupos A, B y C)

### Vóley playa
Este organismo también es el encargado de organizar las principales competiciones de vóley playa:
- Categorías masculina y femenina
  - Madison Beach Volley Tour (circuito homologado)
  - Campeonato de España
  - Copa del Rey
  - Copa de la Reina